# Eirik Bertheussen
Eirik Bertheussen (Tromsø, 2 aprile 1984) è un calciatore norvegese, difensore del Lyngen/Karnes.

## Carriera

### Club

#### Gli inizi
Bertheussen ha cominciato la carriera con la maglia del Tromsdalen. Ha debuttato in 1. divisjon in data 30 aprile 2000, in occasione della vittoria per 2-3 maturata sul campo dello Strindheim. Il 9 settembre 2001 ha realizzato la prima rete in questa divisione, in occasione del pareggio interno per 2-2 sull'Hønefoss.

#### Il Tromsø e i prestiti
Nel 2003, Bertheussen è stato acquistato dal Tromsø, che gli ha permesso di esordire nell'Eliteserien il 12 maggio dello stesso anno: ha sostituito Ole Talberg nella sconfitta per 3-2 contro il Lillestrøm. Il club lo ha ceduto poi in prestito, nei due anni successivi: la prima stagione al Tromsdalen, mentre la seconda al Pors Grenland. Con quest'ultima squadra, ha giocato il primo match il 10 aprile 2005, schierato titolare nel pareggio per 3-3 in casa dell'Alta. Ha segnato la prima rete nel 3-6 inflitto al Tønsberg, in trasferta.

#### Lillestrøm
È stato poi acquistato a titolo definitivo dal Lillestrøm. Ha vestito per la prima volta la maglia della squadra il 15 aprile 2007, sostituendo Bjørn Helge Riise nella vittoria per 0-1 in casa dell'Odd Grenland.

#### Il ritorno al Tromsdalen
Nel 2009 è tornato al Tromsdalen in prestito, per passarci poi a titolo definitivo nel 2010. Proprio nel campionato 2010, la squadra è retrocessa in 2. divisjon. Nella stagione seguente si è riguadagnata l'immediata promozione. Bertheussen, tra promozioni e retrocessioni, è rimasto in forza al Tromsdalen sino al termine del campionato 2015.

#### Senja e Lyngen/Karnes
Il 9 marzo 2016, sulla propria pagina Facebook, il Senja ha comunicato d'aver ingaggiato Bertheussen. Svincolato al termine di quell'annata, dopo essere rimasto lontano dai campi da gioco per un anno è passato al Lyngen/Karnes in vista della stagione 2018.

### Nazionale
Bertheussen ha rappresentato la Norvegia a livello Under-18, Under-19 e Under-21. Per quanto concerne quest'ultima selezione, ha esordito contro l'Egitto in un'amichevole disputata a Doha, quando ha sostituito Knut Walde nella vittoria della sua squadra per 3-0. Il 6 settembre 2005 ha invece giocato nel corso di una sfida valida per le qualificazioni al campionato europeo 2006: in questa circostanza, è stato schierato titolare nella sconfitta interna per 0-1 contro la Scozia.

## Statistiche

### Presenze e reti nei club
Statistiche aggiornate al 16 marzo 2018.
| Stagione          | Club              | Campionato        | Campionato | Campionato | Coppe nazionali | Coppe nazionali | Coppe nazionali | Coppe continentali | Coppe continentali | Coppe continentali | Supercoppe | Supercoppe | Supercoppe | Totale | Totale |
| Stagione          | Club              | Comp              | Pres       | Reti       | Comp            | Pres            | Reti            | Comp               | Pres               | Reti               | Comp       | Pres       | Reti       | Pres   | Reti   |
| ----------------- | ----------------- | ----------------- | ---------- | ---------- | --------------- | --------------- | --------------- | ------------------ | ------------------ | ------------------ | ---------- | ---------- | ---------- | ------ | ------ |
| 2000              | Tromsdalen        | 1D                | 3          | 0          | CN              | 1               | 0               | -                  | -                  | -                  | -          | -          | -          | 4      | 0      |
| 2001              | Tromsdalen        | 1D                | 11         | 1          | CN              | ?               | ?               | -                  | -                  | -                  | -          | -          | -          | 11+    | 1+     |
| 2002              | Tromsdalen        | 1D                | 19         | 1          | CN              | 1+              | 0+              | -                  | -                  | -                  | -          | -          | -          | 20+    | 1+     |
| 2003              | Tromsø            | ES                | 3          | 0          | CN              | 1               | 0               | -                  | -                  | -                  | -          | -          | -          | 4      | 0      |
| 2004              | Tromsdalen        | 1D                | 25         | 2          | CN              | ?               | ?               | -                  | -                  | -                  | -          | -          | -          | 25+    | 2+     |
| 2005              | Pors Grenland     | 1D                | 27         | 1          | CN              | ?               | ?               | -                  | -                  | -                  | -          | -          | -          | 27+    | 1+     |
| 2006              | Lillestrøm        | ES                | 0          | 0          | CN              | 0               | 0               | -                  | -                  | -                  | -          | -          | -          | 0      | 0      |
| 2007              | Lillestrøm        | ES                | 1          | 0          | CN              | 0               | 0               | CU                 | 0                  | 0                  | -          | -          | -          | 0      | 0      |
| 2008              | Lillestrøm        | ES                | 9          | 0          | CN              | 1               | 0               | CU                 | 2                  | 0                  | -          | -          | -          | 12     | 0      |
| Totale Lillestrøm | Totale Lillestrøm | Totale Lillestrøm | 10         | 0          |                 | 1               | 0               |                    | 2                  | 0                  |            | -          | -          | 13     | 0      |
| 2009              | Tromsdalen        | 1D                | 27         | 1          | CN              | 1+              | 1+              | -                  | -                  | -                  | -          | -          | -          | 28+    | 2+     |
| 2010              | Tromsdalen        | 1D                | 24         | 2          | CN              | 3               | 1               | -                  | -                  | -                  | -          | -          | -          | 27     | 3      |
| 2011              | Tromsdalen        | 2D                | ?          | ?          | CN              | ?               | ?               | -                  | -                  | -                  | -          | -          | -          | ?      | ?      |
| 2012              | Tromsdalen        | 1D                | 23         | 2          | CN              | 3               | 0               | -                  | -                  | -                  | -          | -          | -          | 26     | 2      |
| 2013              | Tromsdalen        | 2D                | 21         | 4          | CN              | 2               | 0               | -                  | -                  | -                  | -          | -          | -          | 23     | 4      |
| 2014              | Tromsdalen        | 1D                | 24         | 2          | CN              | 2               | 0               | -                  | -                  | -                  | -          | -          | -          | 26     | 2      |
| 2015              | Tromsdalen        | 2D                | 13         | 1          | CN              | 2               | 0               | -                  | -                  | -                  | -          | -          | -          | 15     | 1      |
| Totale Tromsdalen | Totale Tromsdalen | Totale Tromsdalen | 190+       | 16+        |                 | 15+             | 2+              |                    | -                  | -                  |            | -          | -          | 205+   | 18+    |
| 2016              | Senja             | 2D                | 22         | 0          | CN              | 1               | 0               | -                  | -                  | -                  | -          | -          | -          | 23     | 0      |
| 2018              | Lyngen/Karnes     | 4D                | 0          | 0          | CN              | 0               | 0               | -                  | -                  | -                  | -          | -          | -          | 0      | 0      |
| Totale            | Totale            | Totale            | 252+       | 17+        |                 | 18+             | 2+              |                    | 2                  | 0                  |            | -          | -          | 272+   | 19+    |